# Раевский, Степан Семёнович
Степан Семёнович Раевский (21 апреля 1918, Межадор, Усть-Сысольский уезд, Вологодская губерния — 29 июня 1996) — коми писатель и переводчик.

## Биография
Родился 21 апреля 1918 года в селе Межадор Усть-Сысольского уезда Вологодской губернии (ныне Сысольский район Республики Коми).
В 1938 году закончил историко-филологический факультет Коми государственного педагогического института. Работал по распределению учителем средней школы в селе Мохча Ижемского района. Является участником Великой Отечественной войны. После войны работал в качестве инструктора Коми обкома ВКП(б). В 1949 году пришёл в Коми книжное издательство в качестве рядового редактора, а вскоре стал главным редактором издательства, с 1958 года являлся директором. Раевский поддерживал начинающих редакторов и авторов и выступал на совещаниях и собраниях по вопросам коми детской литературы и проблемам художественного перевода. Издал учебники для школьников начальных классов коми школ. Наиболее заметными из них были три книги для самых младших: «Шондi югор» («Луч солнца», 1969), «Асъя кыа» («Утренняя заря», 1970), «Чужан му» («Родная земля», 1971). Этот труд Раевского отмечен Государственной премией Коми АССР имени И. А. Куратова (1974).
Раевский также переводил русскую и мировую классику на коми язык.
Писал новеллы. Эти новеллы издались в виде отдельной книги на коми языке под названием «Шоныд войвыв» (1988), а затем на русском языке «Тёплый Север» (1971).
Являлся членом Союза писателей СССР (1957), заслуженным работником культуры РСФСР (1966). Был награждён орденом «Знак Почёта» (1971).
Умер 29 июня 1996 года.